# 宣太后
宣太后（？—前265年），芈姓，又称芈八子、秦宣太后。战国时期秦国王太后，秦惠文王之妾，秦昭襄王之母，秦始皇之高祖母。

## 生平

### 早年
宣太后的本名、父母、出生时间、早年事迹均无詳細记载，仅知宣太后是楚国人。她是秦惠文王的妃嫔，位階為「八子」，號称「芈八子」。秦國後宮分八級：王后、夫人、美人、良人、八子、七子、長使、少使。前325年，宣太后生下公子稷（即秦昭襄王），另有两子公子芾和公子悝。
前311年，丈夫秦惠文王逝世。前306年，秦武王因举鼎而死。因秦武王无子，其弟争夺王位。赵武灵王派代国（當時代國屬於趙國）国相赵固将在燕国作为人质公子稷送回秦国。在她异父弟魏冉的帮助下，公子稷继位，即秦昭襄王。魏冉随后平定王室内部争夺君位的动乱，诛杀惠文、公子壮及公子雍，将悼武王驱逐至魏国，肃清与秦昭襄王不和的诸公子。因秦昭襄王年幼，由宣太后以太后之位主政，魏冉辅政。

### 主政
据《战国策·韩策二》中记载，西元前307年，楚怀王派兵包围韩国的雍氏（今河南省禹州市东北），长达五个月不能攻克。韩襄王多次派使者向秦国求援，但秦国军队一直不出崤山，按兵不动。韩襄王又派靳尚出使秦国，靳尚以「唇亡齿寒」的道理劝说秦国尽快派兵救援。而宣太后因为自己的故乡是楚国，不同意派兵救援，她召见靳尚对他说：“当年我服侍秦惠文王时，大王把大腿压在我的身上，我感到身体疲倦不能承受。而他把整个身体都压在我身上时，我却并不感觉到重，这是因为这样做对我有好處。秦国要帮助韩国，如果兵力不足，粮草不济，就无法解救韩国。解救韩国的危难，每日要耗费数以千计的财物，这对我和秦国又有什么好处？”韩襄王于是又派张翠出使秦国，张翠以韩国目前的状况并不危急，一旦危急就要投靠楚国为由劝说秦国左丞相甘茂。甘茂认为韩国一旦投靠楚国，楚、韩两国就会挟持魏国来危害秦国，他主张秦昭襄王立即出兵救援韩国。秦昭襄王于是下令出兵，楚国闻讯后撤军。　
西元前287年，齐、赵、韩、魏、楚五国合纵攻秦未能成功，诸侯在成皋（今河南省荥阳市西）停战。秦昭襄王想让韩国公子成阳君兼任韩、魏两国的国相，韩、魏两国不同意。宣太后通过穰侯魏冉对秦昭襄王建议不要任用成阳君。因为成阳君曾因秦昭襄王的缘故困居于齐国，在他穷困的时候，秦昭襄王没有任用他，而现在成阳君受宠，秦昭襄王又要任用他，不会使他满意；秦昭襄王任用成阳君而韩、魏两国不同意，会有损于秦国与这两国的关系。秦昭襄王听后打消这个念头。

### 诱杀义渠王
义渠是东周时期活跃于泾水北部至河套地区的一支古代民族。春秋战国时期，成为当时雄踞一方的少数民族强国、与秦、魏抗衡。西元前331年，义渠国内发生内乱，秦惠文王派庶长操平定内乱。前327年，秦惠文王在义渠设县，义渠王向秦国称臣。前319年，秦国攻打义渠，夺取郁郅（今甘肃省庆阳市东）。作为报复，次年义渠参与公孙衍合纵楚、韩、赵、魏、燕的五国攻秦之战。义渠趁秦军主力与五国交战之机，大败秦军于李帛（今甘肃省天水市东）。前314年，秦惠文王再次派兵攻打义渠，攻取徒泾（位于今山西、陕西两省间黄河南段以西地区境内）等二十五座城池，义渠国力大损，但仍保留一定实力。前306年，秦昭襄王继位。义渠王前来朝贺，宣太后与义渠王私通，生有两子。后秦昭襄王与宣太后日夜密谋攻灭义渠之策。秦昭王三十五年（前272年）宣太后引诱义渠王入秦，杀之于甘泉宫。秦国趁机发兵攻灭义渠，在义渠的故地设立陇西、北地、上郡三郡。

### 失势
宣太后任用弟弟穰侯魏冉、華侯芈戎以及兒子宛侯公子芾、鄧侯公子悝等主政，秦國百姓稱之「四貴」。羋太后及四贵的专权极大限制秦昭襄王的权力，造成秦國國内只知有太后和四贵，不知有秦王的局面。魏国人范雎逃亡至秦国后，受到秦昭襄王的重用。范雎向秦昭襄王建议收回五人的權力，以免造成淖齿、李兑那样弑君篡国的祸乱。昭王41年（公元前266年）時秦昭襄王采纳范雎的建議，使宣太后退位，将魏冉、芈戎、公子悝、公子芾等四贵驅逐出咸陽。

### 去世
宣太后十分宠爱她的男寵魏丑夫，宣太后生病即将去世时，传令用魏丑夫为自己殉葬。丑夫得知后十分害怕，于是请庸芮游说宣太后。庸芮先问宣太后人死后是否有意識，宣太后回答沒有。庸芮继而说既然人死后沒有意識，您又为何要将自己心爱的人置于死地？如果死人真的有意識，那么先王早就因您守寡時有情夫一事，对您积怒已久。太后您弥补过失都来不及，又怎么能和魏丑夫有私情呢？宣太后认为庸芮所说有理，于是撤销魏丑夫为自己殉葬的旨令。前265年七月，宣太后去世，葬于芷阳骊山（今陕西省西安市临潼区骊山）。

## 评价
现代学者马非百对于宣太后评价很高，他认为宣太后以母后之尊的地位牺牲色相与义渠王私通，然后设计将之杀害，一举灭亡了秦国的西部大患义渠，使秦国可以一心东向，再无后顾之忧，她的功劳不逊于张仪、司马错攻取巴蜀。（《秦集史》）

## 其他形象

### 小說
- 《东周列国志》中，宣太后于第九十七回《死范雎计逃秦国 假张禄廷辱魏使》中短暂登场，篇中只描写宣太后与四贵专权，秦昭襄王重用范雎后，将宣太后安置于深宫，不让其参与政事。[17]
- 《芈月传》（初稿題爲《大秦宣太后》）是作家蔣勝男的原創小說，講述秦宣太后的傳奇一生。

### 電視劇
| 影視作品                       | 飾演宣太后（羋八子）的演員 | 使用的名字、称谓 |
| 1980年电视剧《戰國風雲》       | 劉明                       | 宣太后           |
| 2012年电视剧《大秦帝国之纵横》 | 宁静                       | 羋八子           |
| 2015年电视剧《芈月传》         | 孙俪                       | 羋月             |
| 2016年电视剧《思美人》         | 黄晓婉                     | 羋八子           |
| 2017年电视剧《大秦帝国之崛起》 | 宁静                       | 宣太后           |